# La más completa colección
La más completa colección es un álbum recopilatorio lanzado por Marco Antonio Solís el 26 de enero del 2009.

## Lista de canciones
Todas las canciones son escritas y compuestas por Marco Antonio Solís.

| La más completa colección (Disco 1) |                            |          |  |
| N.º                                 | Título                     | Duración |  |
| 1.                                  | «Antes de qué te vayas»    | 4:14     |  |
| 2.                                  | «Mi mayor sacrificio»      | 4:04     |  |
| 3.                                  | «cuando te acuerdes de mi» | 4:41     |  |
| 4.                                  | «El peor de mis fracasos»  | 4:14     |  |
| 5.                                  | «Se que me va a dejar»     | 4:20     |  |
| 6.                                  | «Pidemelo todo»            | 3:40     |  |
| 7.                                  | «Nuestra confesión»        | 3:25     |  |
| 8.                                  | «A que me quedo contigo»   | 4:19     |  |
| 9.                                  | «Desde afuera»             | 4:13     |  |
| 10.                                 | «Ojala»                    | 3:45     |  |
| 11.                                 | «La última parte»          | 4:37     |  |
| 12.                                 | «No puedo olvidarla»       | 4:04     |  |
| 13.                                 | «Se qué te irá mejor»      | 4:10     |  |
| 14.                                 | «Razón de sobra»           | 4:10     |  |
| 15.                                 | «Tu hombre perfecto»       | 4:23     |  |

| La más completa colección (Disco 2) |                                 |          |  |
| N.º                                 | Título                          | Duración |  |
| 1.                                  | «Si te pudiera mentir»          | 4:24     |  |
| 2.                                  | «Desde qué te perdí»            | 3:42     |  |
| 3.                                  | «Resignación»                   | 3:48     |  |
| 4.                                  | «Recuerdos, tristeza y soledad» | 4:30     |  |
| 5.                                  | «Qué pena me das»               | 4:10     |  |
| 6.                                  | «O me voy o te vas»             | 4:49     |  |
| 7.                                  | «Mujeres solitas»               | 3:25     |  |
| 8.                                  | «Invéntame»                     | 3:31     |  |
| 9.                                  | «Me vas a hacer llorar»         | 3:25     |  |
| 10.                                 | «Para que seas feliz»           | 4:54     |  |
| 11.                                 | «Sin lado izquierdo»            | 4:20     |  |
| 12.                                 | «Así como te conocí»            | 4:23     |  |
| 13.                                 | «En desventaja»                 | 3:22     |  |
| 14.                                 | «En el mismo tren»              | 4:10     |  |
| 15.                                 | «Sigue sin mi»                  | 4:00     |  |

- Datos: Q16959575